# Tesseranthelia rhodora
Tesseranthelia rhodora is een zachte koraalsoort uit de familie Clavulariidae. De koraalsoort komt uit het geslacht Tesseranthelia. Tesseranthelia rhodora werd in 1981 voor het eerst wetenschappelijk beschreven door Bayer. 